# هيكاري يونايتد
نادي هيكاري يونايتد (بالإنجليزية: PRK Hekari United )‏ من دولة بابوا غينيا الجديدة بقارة أوقيانوسيا هو نادي كرة قدم فاز ببطولة دوري أبطال أوقيانوسيا لكرة القدم 09-2010 و شارك في بطولة كأس العالم لأندية كرة القدم 2010 التي أقيمت في ديسمبر 2010.